# Favela dos Meus Amores
Favela Dos Meus Amores é um filme brasileiro de 1935, dirigido por Humberto Mauro, a partir do roteiro de Henrique Pongetti. O filme foi produzido por Carmen Santos.
Foi o primeiro filme brasileiro a abordar questões sociais referentes as favelas do Rio de Janeiro. A única cópia conhecida do filme foi perdida num incêndio na década de 1960. 

## Elenco
- Carmen Santos como Professora Rosinha[2]
- Jaime Costa como Sr. Palmeira[2]
- Rodolfo Mayer como Roberto [2]
- Antonia Marzullo como Tia Bilú [2]
- Belmira de Almeida como Prostituta[2]
- Sílvio Caldas como Ele mesmo[2]
- Norma Geraldy[2]
- Ítala  Ferreira[2]
- Eros Volúsia[2]

## Produção
A Brasil Vita Filmes foi a produtora responsável, sob os encargos de Carmen Santos.
As gravações do filme deram-se no Morro da Providência, região do Rio de Janeiro e no Teatro Cassino. 

## Recepção da Crítica
O filme foi louvado pela unanimidade da crítica a época, o Jornal do Brasil em 06 de outubro de 1935 declarou que Favela dos Meus Amores é a prova insofismável de uma grande capacidade, uma afirmativa de sucesso brilhante para o cinema brasileiro.No entanto, FMA não é um super-filme. E mais do que isso, é um filme brasileiro de grande alcance, que fala à alma do povo simples com toda a sua alegria e sua brutalidade de vida. E a compreensão humana mesclada de rudeza e sutileza em seus mínimos detalhes e é tudo de belo e triste que a vida oferece (....)Esse filme nacional inicia uma fase de prosperidade jamais verificada no cinema brasileiro em todas as promessas anteriores. Qualquer retrocesso motivará uma celeuma terrível, inadimissível mesmo. No entanto, FMA onde brilha uma pleiade de figuras bem escolhidas com uma sublime direção não é o maior
filme brasileiro. Mas é um grande filme.
Já a revista A Cena Muda em matéria de outubro de 1936, atestou as qualidades técnicas do filme, afirmando que: Quem negará, por exemplo, a influencia notável de Favela nos nossos destinos cinematográficos? Antes de Favela o cinema sonoro no Brasilnão tinha artisticamente nenhum valor pois não passava de um mero desfile pela tela de artistas repetindo para a câmera o que já haviam cantado para os microfones das estações de rádio. Produzindo Favela dos meus amores Carmem Santos deu-nos nosso primeiro filme verdade falado com princípio, meio e fim e mostrou como já era enorme a ansiedade do povo por um cinema brasileiro com bom gosto e qualidade.
Alex Vianny foi um dos poucos críticos a ter acesso posteriormente ao filme, afirmando em 1957 que Favela dos Meus Amores foi a coisa mais séria e importante dos primeiros anos do período sonoro, mas também pelo seu caráter popular que apontava um rumo verdadeiro a nossos homens de cinema.